# 小行星5822
小行星5822（英語：5822 Masakichi）是一颗围绕太阳公转的小行星。1989年11月21日，T. Hioki、早川修司在奥多摩町发现了此天体。
这颗小行星的绝对星等为4.167223223407489等。